# Otto Nicolai
Carl Otto Ehrenfried Nicolai, nemški skladatelj in dirigent, * 9. junij 1810, Königsberg, † 11. maj 1849, Berlin.
Njegovo danes najbolj znano delo je komična opera v treh dejanjih Vesele žene windsorske. Krstna predstava je bila 9. marca 1849 v Berlinu. Opero so nekajkrat uprizorili tudi na slovenskih odrih.

## Življenje
Otto je preživljal težko mladost, saj je bil njegov oče živčni bolnik, ki pa se je preživljal kot učitelj petja. Zato je pri šestnajstih ušel od doma in se podal v svet. S pomočjo nekaterih dobrotnikov je prišel v Berlin. Osnovne glasbene nauke je prejel pri ravnatelju tamkajšnje Glasbene akademije Zelterju. Kmalu je pričel poučevati klavir, petje in teorijo. Ob tem je začel komponirati duete, zbore, tedeum, maše, prvo simfonijo v c-molu, Božično uverturo ...
Konec leta 1833 je sprejel imenovanje za organista pri pruskem veleposlaništvu v Rimu. Ko se je leta 1835 v Neaplju srečal z Donizettijem, ga je vse bolj začela mikati operna kompozicija, zato je odšel za dirigenta v dunajsko dvorno gledališče. Leta 1839 se je ponovno vrnil v Italijo, po dveh letih se je kot prvi dirigent vrnil na Dunaj. Tu je pričel s skladanjem opere Vesele žene windsorske, a je sredi dela po sporu z direktorjem opere odšel v Berlin.  
Umrl je istega dne, ko je kralj potrdil njegovo izvolitev za rednega člana akademije.